# María Luisa Hayem
María Luisa Hayem Brevé (San Salvador, 4 de abril de 1979) es una economista y política salvadoreña. Se convirtió en la ministra de Economía de Salvador en 2019.

## Trayectoria
Hayem se formó como economista con su primer título en la Escuela Superior de Economía y Negocios de La Libertad en Universidad de Tufts  y en la Escuela Superior Robert de Sorbon por lo que también habla español, inglés y francés. En 2003 estuvo en  Ginebra como empleada en la Misión Permanente de El Salvador ante la Organización de Comercio Mundial.
Trabajó como especialista en finanzas en el Banco Interamericano de Desarrollo. En 2010 creó una organización sin ánimo de lucro llamada Mentoring International, que proporciona mentores a los jóvenes de El Salvador. Era autónoma cuando se convirtió en una de las últimas personas en ser nombrada por Presidente Nayib Bukele en el gabinete de ocho hombres y ocho mujeres en 2019. Esté nombrada hasta que 2024. El Salvador tiene un bajo crecimiento relativo y Hayem planea reactivar la economía de su país La reactivación se vio afectada por la pandemia del Coronavirus, cuando 110.000 salvadoreños perdieron sus empleos. Hayem tuvo que lidiar con los esfuerzos para sacar al país del bloqueo.